# Территория (альбом «Аквариума»)
«Территория» — компиляция песен группы «Аквариум». В неё вошли записи с альбомов «Радио Африка», «Дети Декабря», «Равноденствие», «Феодализм», «Русский альбом», «Кострома mon amour», «Навигатор» и «Снежный лев». Шесть песен были записаны (три из них — перезаписаны) специально.

Этот альбом записывается только потому, что в него вложено сорок семь посланий человечеству, действующих на подсознательном уровне. В течение ближайших трёх лет эти послания абсолютно изменят жизнь в нашей стране. Весь мир нуждается в поправке. Мы — как навигационные устройства. Сорок семь посланий должны изменить то, что называется «трансперсональностью», то есть общее подсознание всего человечества… Этот проект — экспериментальный. Методика разработана нами совместно с коллегами из Black Sabbath, Soundgarden и Korn. В масштабах человечества её ещё никто не опробовал. Но на пациентов психбольниц она действует исключительно.— Борис Гребенщиков

## Список композиций
Музыка и текст Бориса Гребенщикова.
1. Горный хрусталь (2000) (4:05)
2. Под мостом, как Чкалов (4:46)
3. Последний поворот (2:40)
4. Рок-н-ролл мёртв (4:56)
5. Не пей вина, Гертруда (4:08)
6. Волки и Вороны (8:13)
7. Не стой на пути у высоких чувств (3:54)
8. Кострома Mon Amour (4:34)
9. 212-85-06 (5:41)
10. Самый быстрый самолёт (2:52)
11. Аделаида (2000) (4:21)
12. Великая Железнодорожная Симфония (6:12)
13. Гарсон № 2 (4:12)
14. Партизаны Полной Луны (3:00)
15. Та, которую я люблю (3:03)
16. Вавилон (2000) (5:22)
17. Новая песня о Родине (3:56)